# Noche de carnaval
Noche de carnaval és una pel·lícula mexicana dirigida per Mario Hernández. Filmada en 1981 i estrenada el 1984, va ser protagonitzada per Ninón Sevilla i Manuel Ojeda.

## Argument
Durant el dimarts de Carnaval a Veracruz, Mèxic, es barregen diverses històries: Ninón (Ninón Sevilla) i Panchita (Carmen Salinas), són dues ficheras velles que volen reviure les seves glòries passades; els treballadors portuaris volen divertir-se però l'arribada d'un vaixell fa que l'empresa els negui el permís per a sortir i es cregui un conflicte sindical, un grup liderat per Diablo (Manuel Ojeda), es rebel·la i abandona el treball; diversos estudiants universitaris discuteixen de política mentre beuen; una dona (Leonor Llausás), vol vendre la seva filla, Tulia (Luz María Jerez) a Don Mustafá (Carlos Riquelme), un turc adinerat; Pepe (Miguel Ángel Ferríz), un jove s'oblida de la seva parella i tracta de seduir a la del seu amic però després les dues dones acaben fent l'amor amb uns altres; el líder dels treballadors és tret a la força del cabaret i apareix assassinat a la platja.

## Repartiment
- Ninón Sevilla... Ninón
- Manuel Ojeda... Diablo
- Carmen Salinas... Panchita
- Carlos Riquelme... Don Mustafá
- Miguel Ángel Ferríz... Pepe
- Jaime Garza... Amic de Pepe
- Leonor Llausás... Mamà de Tulia
- Luz María Jerez... Tulia
- Tina Romero... Irma
- José Carlos Ruiz... Jincho
- Rebeca Silva ... Rebeca
- Sergio Ramos «El Comanxe»... Zangarrón
- Alejandro Parodi... Jorge, el poeta
- Noè Murayama
- Luis Mnauel Pelayo
- Zamorita
- Eric del Castell... Capità de policia

## Comentaris
En l'apogeu de les pel·lícules del Cine de ficheras del Cinema Mexicà, en lloc de veure a un munt d'actors còmics amb un munt d'extres (dones nues), veiem un ric elenc de bons actors que no tenien molt a triar per a tenir treball. Gràcies a això, podem veure Manuel Ojeda, Noè Murayama, José Carlos Ruiz, Alejandro Parodi, els qui fan creïble la qüestió dels sindicats i la corrupció entre els seus líders mafiosos i propietaris d'embarcaments al port de Veracruz. A més, paral·lel a això, una història de cabaret protagonitzada per Ninón Sevilla, qui tracta de recordar els seus anys gloriosos com a rumbera trenta anys després; i Carmen Salinas, les paraules del qual més divertides de la pel·lícula surten de la seva boca. És una llàstima que el director Mario Hernández acabi tot això d'una manera abrupta. Sembla que ell no tenia idea de com acabar-la i va prendre la pitjor opció. De totes maneres el major mèrit d'aquesta pel·lícula es deu al seu productor, l'actor, Antonio Aguilar, qui es va anar dels millors actors de les pel·lícules mexicanes de l'època.
La pel·lícula va marcar en retorn de Ninón Sevilla després de 21 anys absent dels sets de filmació. Gràcies a la seva participació en aquesta cinta, als XXIV edició dels Premis Ariel Sevilla va rebre el primer i únic Premi Ariel a la millor actriu de la seva carrera.